# Adenium
Adenium Roem. & Schult., 1819 è un genere di piante della famiglia Apocynaceae.

## Tassonomia
Il genere comprende 6 specie:
- Adenium boehmianum Schinz
- Adenium dhofarense Rzepecky
- Adenium multiflorum Klotzsch
- Adenium obesum (Forssk.) Roem. & Schult.
- Adenium oleifolium Stapf
- Adenium swazicum Stapf

La specie Adenium namaquanum Wyley ex Harv. è oggi inquadrata come Pachypodium namaquanum (Wyley ex Harv.) Welw.